# Нічниця вусата
Нічниця вусата (Myotis mystacinus) — невеликий кажан роду нічниць. Багато в чому подібна до нічниці Брандта, була виділена в окремий вид лише у 1970 році.

## Ехолокація
Ехолокаційні сигнали низької інтенсивності в діапазоні 34—102 кГц, з максимальною амплітудою близько 53 кГц, тривалість — близько 3 мс.